# Narowal
Narowal (en ourdou : نارووال) est une ville pakistanaise, et capitale du district de Narowal, dans la province du Pendjab.
La ville est située à proximité de la rivière Ravi et à seulement cinq kilomètres de la frontière indienne.
La population de la ville a été multipliée par près de cinq entre 1972 et 2017, passant de 22 174 habitants à 103 067. Entre 1998 et 2017, la croissance annuelle moyenne s'affiche à 3,2 %, bien supérieure à la moyenne nationale de 2,4 %. En 2023, la population de la ville monte à 130 692 habitants.
|            | 1972 (rec.) | 1981 (rec.) | 1998 (rec.) | 2017 (rec.) | 2023 (rec.) |
| ---------- | ----------- | ----------- | ----------- | ----------- | ----------- |
| Population | 22 174      | 35 125      | 57 052      | 103 067     | 130 692     |